# Božidar Kos
Bozidar Kos (3. maj 1934 i Novo mesto, Slovenien - død 29. marts 2015) var en slovensk komponist, lærer, cellist og pianist.
Kos studerede cello, klaver og musikteori i Slovenien privat, og var udøvende musiker, også i jazzmusik. Han flyttede til Australien (1965), hvor han studerede komposition på Universitetet i Adelaide og Sydney Musikkonservatorium hos bl.a. Richard Meale, og tog på kompositions kurser i Darmstadt, Tyskland, hvor han blev undervist i kompositions analyser og teori af György Ligeti, Brian Ferneyhough og Mauricio Kagel. Kos har skrevet 3 symfonier, orkesterværker, kammermusik, koncertmusik, kvartet og kvintet værker etc. Han vendte tilbage til Slovenien (2008) og levede sine resterende år der som freelance komponist.

## Udvalgte værker
- Symfoni nr. 1 "Til minde om Cara Milana" (2005-2006) - for orkester
- Symfoni nr. 2 "Symfonien om to Kontinenter" (2007-2008) - for orkester
- Symfoni nr. 3 (2012) - for orkester
- "Aurora Australis" (2011) - for orkester
- Cellokoncert (2010) - for cello og orkester